# Fritillaria fraudax
Fritillaria fraudax är en ryggsträngsdjursart som beskrevs av Lúcia Garcez Lohmann 1896. Fritillaria fraudax ingår i släktet Fritillaria och familjen bägargroddar. Inga underarter finns listade i Catalogue of Life.